# Kelseya
Kelseya é um género monotípico de plantas com flores pertencentes à família Rosaceae. A única espécie é Kelseya uniflora.
A sua área de distribuição nativa situa-se no noroeste dos EUA.